# Псамметих I
Псамметих I (или Псамтик I, полное имя Уахибра Псамметих I) — фараон Древнего Египта (около 664— 610 годы до н. э.), основатель XXVI династии (известной также как Саисская династия). Покончил с раздробленностью («додекархией») и восстановил независимость Египта, сбросив ассирийское иго.

## Биография

### Восхождение на престол
Псамметих I — сын номарха Нехо I. Совместно с отцом выступал сначала против Ассирии, а затем на стороне Ассирии против Танутамона. После гибели отца в сражении с кушитами (эфиопами в греческих источниках), Псамметих бежал в Ассирию и помогал Ашшурбанапалу выдворить из Египта Танутамона.
Воспользовавшись затруднениями, которые испытывала Ассирия в середине VII века до н. э., Псамметих I объявил себя независимым правителем приблизительно на четвёртом году правления (около 660 года до н. э.). Нет каких-либо сведений, на основании которых можно было бы судить, каким образом произошло отделение Египта от Ассирии. По мнению некоторых исследователей, Ассирийская держава на тот период была занята войнами в других областях, и поэтому ей было выгоднее иметь в лице Псамметиха союзника, чем ненадёжного подданного.
Сначала Псамметих закрепил свою власть в Нижнем Египте. Правители северных областей находились в состоянии междоусобицы, что крайне затрудняло объединение страны. Для этого Псамметиху потребовались значительные военные силы. В северной части страны местные правители по происхождению были вождями ливийского воинства. Для подавления их Псамметиху пришлось, по-видимому, опереться не на местных, ливийских, а на пришлых воинов.
По утверждению греческого предания, Псамметиху и его сторонникам оказали помощь греческие наёмники из Ионии и Карии в Малой Азии. Что касается сообщений из ассирийских источников, то и из них следовало, что лидийский царь Гигес прислал воинов Псамметиху. Затем вытеснил из Фив кушитов Танутамона, и, вероятно, к 656 году до н. э. объединил всю страну, став законным фараоном всего Египта. Процесс объединения Египта был крайне сложным, и поэтому Псамметиху I пришлось затратить много сил и времени. Известно, что царствование своё он начал в 664 году до н. э. Также не подлежит сомнению и тот факт, что Фивы оставались во власти эфиопского царя Тануатамона до 658 или 657 года до н. э. Псамметих I потратил 9 лет на окончательное объединение Египта, пока в 651 году до н. э. на троне прочно не утвердилась XXVI (Саисская) династия.
Геродот, посещавший Египет уже после персидского завоевания, во второй книге своей «Истории» оставил целый ряд рассказов, посвящённых возвышению и правлению Псамметиха. Сведения греческого историка о египетской истории становятся в целом достоверными только начиная с конца Саисского периода (даже в сообщениях о правлении нубийцев встречаются путаница в именах и событиях). Геродот в своём повествовании назвал виновником возвеличивания Псамметиха I верховного жреца Птаха. По Геродоту, после освобождения страны от эфиопов двенадцать правителей Египта собрались для жертвоприношений в храме Птаха (называемого Гефестом в труде Геродота) в Мемфисе, однако верховный жрец по ошибке выдал одиннадцать (на одну меньше) золотых чаш для возлияний, и Псамметих находчиво употребил вместо чаши свой бронзовый шлем. Однако Псамметих не учёл ранее объявленного пророчества оракула о том, что совершивший возлияние из медной чаши получит власть над всем Египтом. Соответственно, остальные правители усмотрели в поступке их конкурента попытку узурпации верховной власти. Однако, допросив Псамметиха, они пришли к выводу, что его действия были спонтанны и неумышленны, и постановили для него мягкую меру наказания — лишили большинства владений, оставив ему незначительную прибрежную полоску земли.
Согласно популярной легенде, пересказанной в этой связи Геродотом, лишённый своих владений Псамметих чувствовал себя несправедливо наказанным и обратился к оракулу Уаджет (в труде Геродота названа Латоной) в Буто и получил следующий ответ. Богиня обещала Псамматиху победу над его соперниками и ассирийцами, если он примет к себе на службу «медных людей с моря». Встретив потерпевших кораблекрушение облачённых в медные доспехи греческих гоплитов (возможно, ионийцев и карийцев, занимавшихся морским разбоем), фараон решил, что это и есть предсказанные оракулом «медные люди с моря». В армии фараонов Позднего царства служило большое количество греческих наёмников. Но причиной тому была колонизация греками Средиземноморья, которая сделала из Греции главный центр мировой цивилизации в античности.
Немецкий историк Эдуард Мейер, отмечая реальный базис народного предания, пересказанного Геродотом, высказал предположение, что ионийские и карийские наёмники были не пиратами, а подкреплением, намеренно отправленным лидийским царём Гигесом для помощи в совместной борьбе против ассирийского владычества (как уже говорилось, эта догадка подкрепляется и ассирийскими источниками).
Во второй книге, втором параграфе «Истории» Геродота приведена легенда о том, как Псамметих решил узнать, являются ли египтяне самым древним народом, поставив эксперимент с двумя детьми. Согласно ей, Псамметих отдал двух новорождённых младенцев пастуху, дав указание, что никто не должен говорить с ними. Пастух должен был кормить и заботиться о них и прислушиваться, чтобы определить их первые слова. Пастух кормил детей молоком. Когда через два года пастух вернулся однажды домой, дети бросились к нему со словом «бекос» (др.-греч. βεκὸς). Псамметих узнал, что это слово фригийское, означающее «хлеб». Был сделан вывод, что фригийцы были более древним народом, чем египтяне:89.

### Укрепление Египта
При Псамметихе была достигнута значительная централизация страны, что позволило преодолеть могущество самостоятельных местных правителей, раздиравших страну на протяжении всего Третьего переходного периода. Псамметих стремился подчинить номархов своей власти, и утверждал их в должности. Так чиновник Неснешмет был назначен правителем последовательно в 9 областях, сменяя одну область на другую по усмотрению фараона. Однако власть некоторых номархов была достаточно сильной. Могущественный владетель Гераклеополя соединил в своём лице власть номарха, звание жреца местного божества, начальствовал над судоходством, едва ли не во всём государстве, и управлял средней частью страны.
В Фивах продолжал сидеть старый владетель Монтуэмхет, которого Ашшурбанапал даже называет царём Фив. Хотя Монтуэмхет, сохранял свои привилегии и полномочия, но его власть перестала быть наследственной. Так, Монтуэмхету наследовал не его сын Несуптах, а назначенный Псамметихом Педихор. Положение в Фивах осложнялось ещё и присутствием там нубийской царевны Аменердис II, дочери Тахарки, «владетельной жены Амона» (верховной жрицы, на место которой со времён нубийского правителя Кашты назначались кушитские принцессы). На 9-м году своего царствования Псамметих дал свою дочь Нитокрис I нубийской царевне в «дочери» и преемницы.
Но, несмотря на такое родство с владетелями Фив, Псамметих был и оставался северным фараоном. За своё более чем полувековое царствование он почти не оставил своей строительной деятельности в Фивах, зато он много строил в Нижнем Египте, особенно в Мемфисе. В ущерб фиванскому богу Амону, в течение многих веков возглавлявшему египетский пантеон, Псамметих стал выдвигать богов Дельты — прежде всего богиню Нейт — покровительницу Саиса, а также бога Мемфиса Птаха и древнего Осириса.
Рассказ Геродота о постройках нового царя в Мемфисе историки воспринимают как благодарность мемфисскому жречеству за оказанную Псамметиху I помощь при его воцарении. Северное жречество могло быть значительной опорой Псамметиха I. К этому времени позднеегипетские храмы обладали значительными средствами. Они и дали толчок развитию денежного хозяйства. Необходимые средства для найма иноземных воинов Псамметиху были выданы именно храмами, жречеством. Это значит, что в лице XXVI династии власть в свои руки взяла новая, храмовая знать. Именно она держала под своим контролем процесс денежного обращения. Развитие денежного хозяйства было в интересах этой храмовой знати и вело к государственному единству страны.
Как уже говорилось, в борьбе за объединение страны и в дальнейшем Псамметих опирался на греческих наёмников, а не коренных египтян, что вызвало недовольство египтян. Из повествования о Псамметихе известно, что до 240 000 египетских воинов ушли в Нубию после того, как им не предоставили смены после их трёхлетней пограничной службы. Если отбросить совершенно фантастическое число перебежчиков и фольклорное предание о мольбах фараона, обращённых к ним, то обнаруживается реальный фон истории, изложенной Геродотом[стиль], — усиление противоречий между традиционной военной элитой ливийского происхождения и недавно обосновавшимися в Египте грекоязычными наёмниками.
Псамметих покровительствовал греческим купцам и ремесленникам. При нём в Дельте возникли греческие торговые фактории, из которых особенно крупной был порт Навкратис. Авторитет Псамметиха в греческом мире был настолько велик, что способствовал продвижению египетских культурных влияний в Средиземноморье. Тиран Коринфа Периандр дорожил хорошими отношениями с Саисским Египтом и даже назвал именем египетского фараона своего племянника, который по причине смерти всех пяти сыновей тирана наследовал в 585 году до н. э. власть над полисом.
Намереваясь восстановить утерянное величие Египта, Псамметих обратился к периоду Древнего царства как наиболее соответствовавшему духу египетского народа. Все последующие изменения, особенно относящиеся к периоду «космополитического» Нового царства, были признаны чужеземными и преследовались. Стараниями жречества, поддерживавшего Псамметиха и его преемников, из религиозной традиции Позднего царства вычёркивались позднейшие наслоения. Из пантеона были исключены все чужеземные божества, в основном семитского происхождения. Таким образом, Сет, который, несмотря на присущую ему коварность и подлость, первоначально широко почитался как бог войны, приобретает черты отчётливого воплощения всех пороков и заменяет Апопа в качестве главного отрицательного персонажа египетской мифологии.
С другой стороны, культы Исиды, Баст и обожествлённого Имхотепа достигли наибольшего распространения, а храмы Дельты (Саиса, Буто, Бубастиса и Атрибиса) стали богатейшими в стране, оттеснив на второй план храмы древних Ра, Амона и Птаха. Было восстановлено почитание царей Раннего и Древнего царства. А их мастабы и пирамиды в окрестностях древней столицы Египта Мемфиса, а также Абидоса были отреставрированы.

### Внешнеполитическая деятельность
Псамметих предпринял несколько попыток возобновить египетское владычество в Азии, однако длительная (греческие источники утверждают, что она продолжалась 29 лет — абсолютный рекорд в мировой истории, — хотя достоверность этих сведений оспаривается современной наукой) осада филистимского Ашдода отняла у египтян слишком много сил, а вторжение скифских племён, прошедших через всю Ассирию и проникших на юг вплоть до границ Египта, около 625 года до н. э. заставило отказаться от территориальной экспансии в Восточном Средиземноморье. Геродот говорит, что Псамметих откупился от них за счёт богатых даров, но, вероятнее, они были остановлены с помощью силы Египетского государства. Усиление Вавилонии и Мидии побудило Псамметиха в конце царствования поддерживать Ассирию.

### Смерть
Псамметих I скончался около 610 года до н. э. Секст Африкан, цитируя Манефона, указывал, что царь правил в течение 54 лет, но Евсевий Кесарийский, ссылаясь на того же Манефона, писал: Псамметих царствовал 45 лет (из Синкелла) или даже 44 года (Армянская версия).
Женой Псамметиха I была Мехетенвесхета, дочь верховного жреца Гелиополя Харсиеса.

## Имя
Предположительно, имя Псамметих своим происхождением обязано эфиопскому языку и означает «Сын Солнца».

## Обнаружение статуи

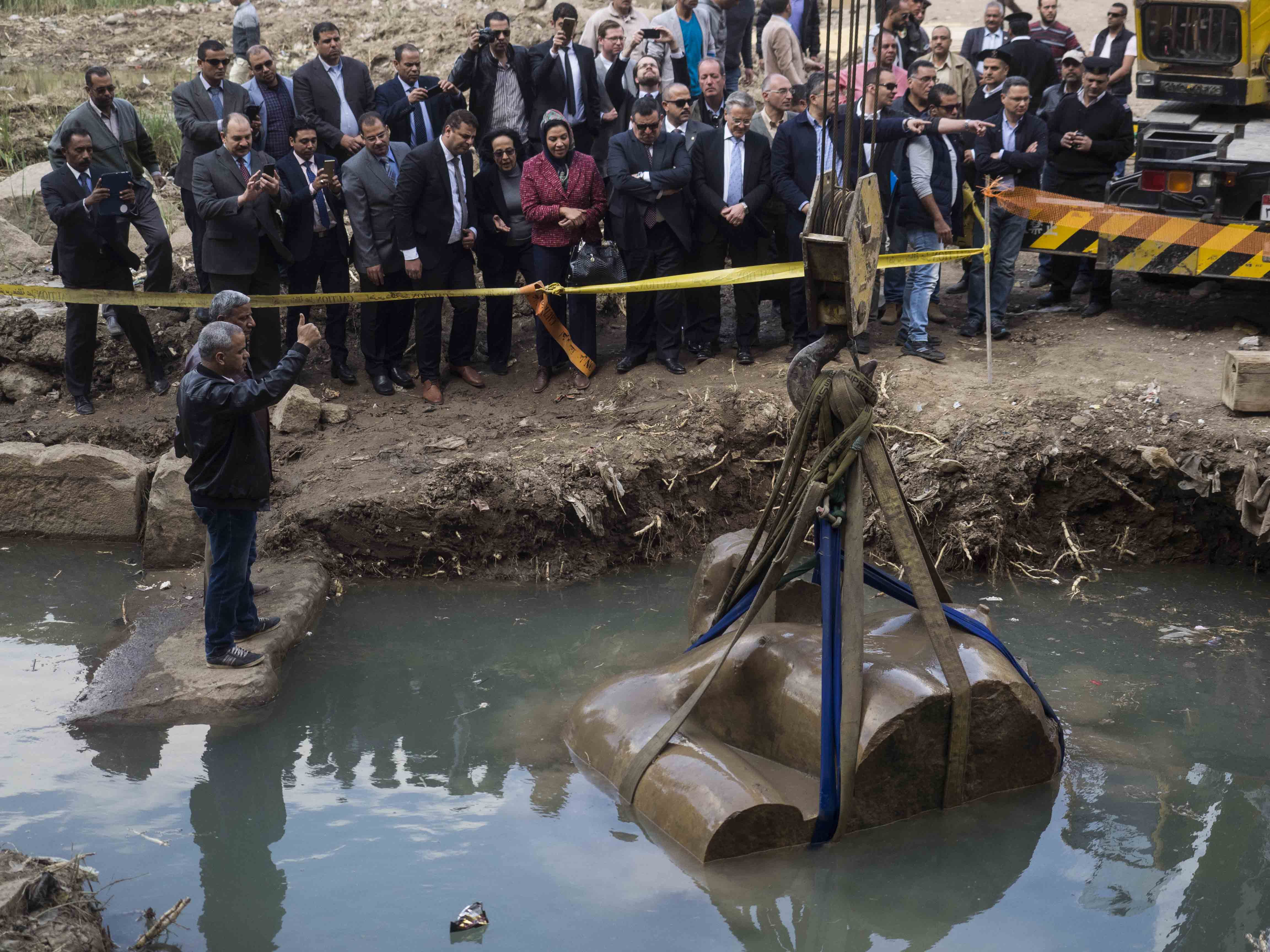
Подъём торса статуи

В 2017 году на окраине Каира на месте Гелиополя специалисты египетско-германской археологической экспедиции обнаружили обломки восьмиметровой статуи (торс, нижняя часть головы, корона, правое ухо и фрагмент правого глаза) Псамметиха I.
| G5 |

| G5 |

| O29 · F34 · Z1 |

| O29 · F34 · Z1 |

| O29 · F34 |

| O29 · F34 |

| O29 · F34 · D36 |

| O29 · F34 · D36 |

| O29 · D42 · F34 |

| O29 · D42 · F34 |

| G16 |

| G16 |

| V30 · D36 · Z1 |

| V30 · D36 · Z1 |

| V30 · Z1 · D36 |

| V30 · Z1 · D36 |

| V30 · D36 |

| V30 · D36 |

| G8 |

| G8 |

| N29 · N35 | W24 | G43 | D40 |

| N29 · N35 | W24 | G43 | D40 |

| N29 · W24 · D40 |

| N29 · W24 · D40 |

| N29 · N35 · D40 |

| N29 · N35 · D40 |

| N29 · W24 · N35 |

| N29 · W24 · N35 |

| nswt&bity |

| nswt&bity |

| N5 | V29 | F34 |

| N5 | V29 | F34 |

| N5 | V29 | F34 |

| N5 | V29 | F34 |

| N5 | V29 | F34 |

| N5 | V29 | F34 |

| N5 | V29 | F34 |

| N5 | V29 | F34 |

| V29 | F34 | N5 |

| V29 | F34 | N5 |

| V29 | F34 | N5 |

| V29 | F34 | N5 |

| V29 | F34 | N5 |

| V29 | F34 | N5 |

| V29 | F34 | N5 |

| V29 | F34 | N5 |

| G39 | N5 |

| G39 | N5 |

| Q3 · O34 | G17 | V13 · V31 |

| Q3 · O34 | G17 | V13 · V31 |

| Q3 · O34 | G17 | V13 · V31 |

| Q3 · O34 | G17 | V13 · V31 |

| Q3 · O34 | G17 | V13 · V31 |

| Q3 · O34 | G17 | V13 · V31 |

| Q3 · O34 | G17 | V13 · V31 |

| Q3 · O34 | G17 | V13 · V31 |

| Q3 | S29 | G17 | V13 · V31 |

| Q3 | S29 | G17 | V13 · V31 |

| Q3 | S29 | G17 | V13 · V31 |

| Q3 | S29 | G17 | V13 · V31 |

| Q3 | S29 | G17 | V13 · V31 |

| Q3 | S29 | G17 | V13 · V31 |

| Q3 | S29 | G17 | V13 · V31 |

| Q3 | S29 | G17 | V13 · V31 |

| Q3 | O34 · Aa15 | V13 · V31 |

| Q3 | O34 · Aa15 | V13 · V31 |

| Q3 | O34 · Aa15 | V13 · V31 |

| Q3 | O34 · Aa15 | V13 · V31 |

| Q3 | O34 · Aa15 | V13 · V31 |

| Q3 | O34 · Aa15 | V13 · V31 |

| Q3 | O34 · Aa15 | V13 · V31 |

| Q3 | O34 · Aa15 | V13 · V31 |

| Q3 | O34 · N35 | Aa15 · V13 | V31 |

| Q3 | O34 · N35 | Aa15 · V13 | V31 |

| Q3 | O34 · N35 | Aa15 · V13 | V31 |

| Q3 | O34 · N35 | Aa15 · V13 | V31 |

| Q3 | O34 · N35 | Aa15 · V13 | V31 |

| Q3 | O34 · N35 | Aa15 · V13 | V31 |

| Q3 | O34 · N35 | Aa15 · V13 | V31 |

| Q3 | O34 · N35 | Aa15 · V13 | V31 |

## Документалистика
1. ↑  Документальный фильм из цикла «Ключ к разгадке древних сокровищ», 2-я серия. Режиссёр Роберт Масден. Blink Entertainment LLC. Великобритания, 2018 г (18 июня 2019). Забытый фараон из пригорода Каира.  45 мин. Россия-Культура. {{cite episode}}: |series= пропущен или пуст (справка); Внешняя ссылка в |credits= (справка)